# Sharon Morgan
Sharon Morgan (* 29. srpna 1949) je velšská herečka. Narodila se ve vesnici Llandyfaelog na jihozápadě Walesu a vyrůstala v obci Glanamman. Po dokončesní studia historie na Cardiffské univerzitě začala docházet na kurzy herectví. Jako svůj vzor označovala anglickou herečku Helen Mirrenovou. Svou hereckou kariéru zahájila v sedmdesátých letech a mimo divadla hrála převážně v televizních seriálech, ale také filmech. Rovněž se věnovala aktivismu pro udržení velšského jazyka. V roce 1988 natřela barvou budovu Velšské kanceláře, za což byla zatčena.